# Aladin (Nielsen)
Pour les articles homonymes, voir Aladin.

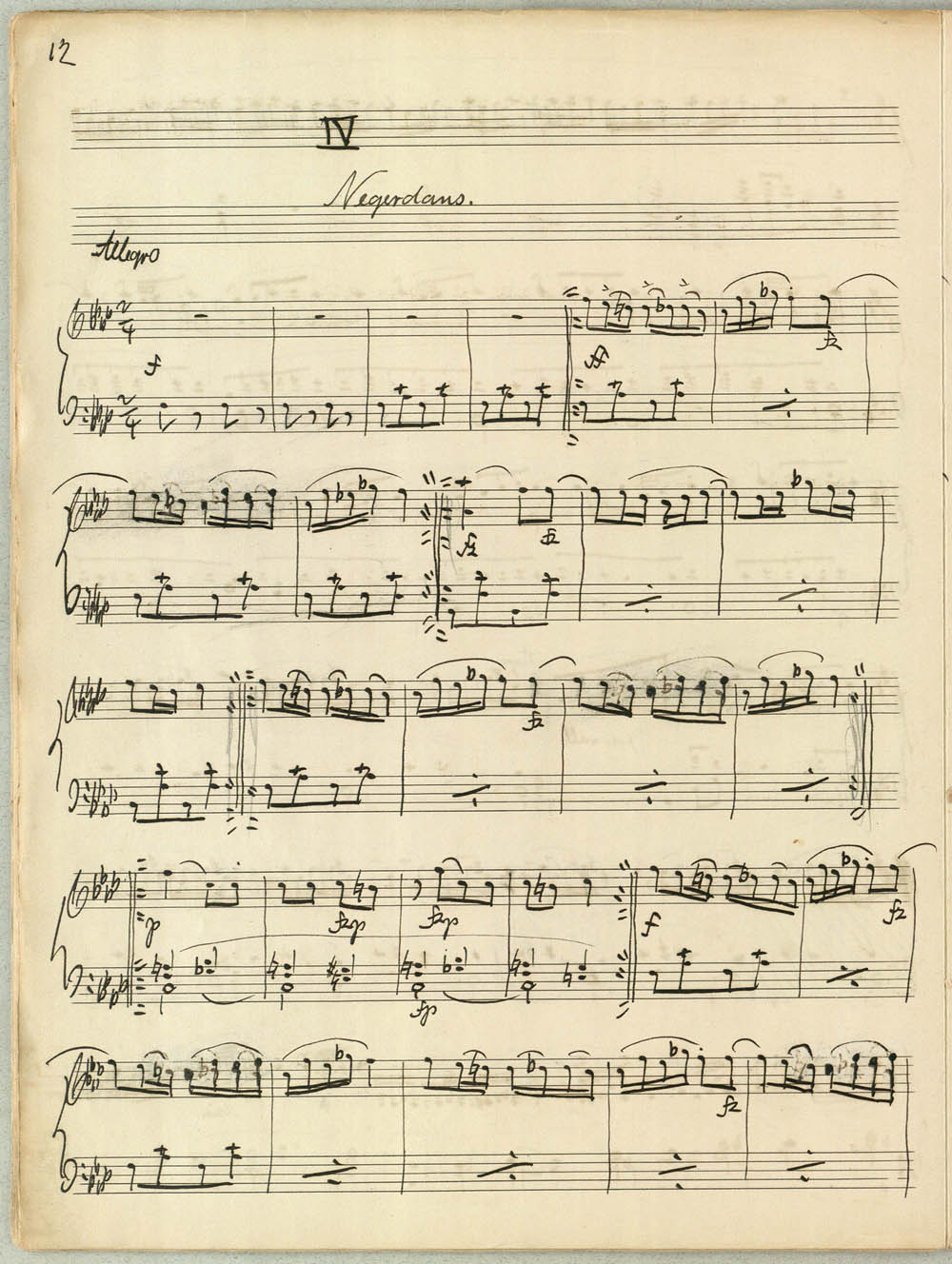
Version pour piano de la Danse nègre de l’Aladdin de Nielsen

Aladdin, opus 34 (FS 89 / CNW 17) de Carl Nielsen, est une musique de scène créée pour accompagner une reprise de l’Aladdin du dramaturge danois Adam Oehlenschläger au Théâtre royal danois en février 1919.

## Composition
Nielsen composa une grande partie de la musique à Skagen durant l’été de 1918, et termina l’œuvre après son retour à Copenhague en janvier 1919. 
Il éprouva de grandes difficultés dans la mesure où le metteur en scène, Johannes Poulsen, avait en partie recouvert la fosse d’orchestre pour agrandir la scène. Lorsque Poulsen fit de larges coupes dans la musique et modifia l’ordre des danses, Nielsen exigea que son nom soit retiré des affiches et du programme. En fait, le spectacle ne connut pas le succès et disparut de l’affiche après quinze représentations.

## Musique
L’opus 34 de Nielsen, qui dure environ 80 minutes, est sa composition la plus longue (à l’exclusion de ses opéras). Nielsen y fait preuve d’une grande inventivité. Le style des danses exotiques révèle une maîtrise plus grande du langage musical qui prépare la voie pour sa  Symphonie no 5.

## Réception

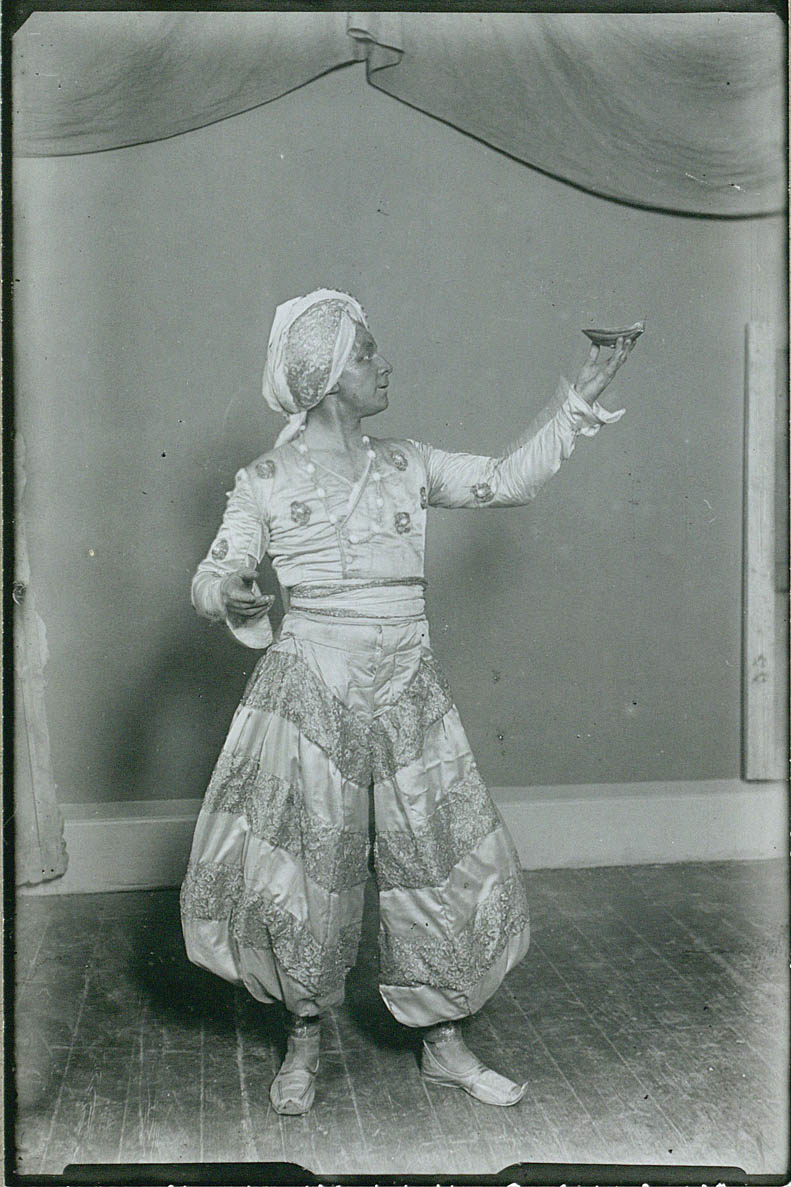
Johannes Poulsen dans le rôle d’Aladin au Théâtre royal danois à Copenhague

Nielsen dirigea souvent des extraits de son Aladdin qui fut acclamé tant au Danemark qu’à l’étranger. Le public fut conquis lors de la création au Queen's Hall à Londres le 22 juin 1923 et des douze représentations données au Deutsches Schauspielhaus de Hambourg en novembre et décembre 1929. Nielsen devait diriger des extraits avec le Radio Symphony Orchestra le 1er octobre 1931 mais il subit une grave crise cardiaque. Depuis son lit d’hôpital il put entendre la Marche orientale, la Danse hindoue et la Danse nègre sur un poste à galène. Il mourut le lendemain.
En mai 1992 l’Orchestre symphonique national du Danemark et son Chœur de chambre dirigés par Guennadi Rojdestvenski enregistrèrent la partition presque complète.
D'après la Carl Nielsen Society, la Suite d'Aladdin est l'une des œuvres de Nielsen les plus souvent jouées.